# Elphos cavimargo
Elphos cavimargo är en fjärilsart som beskrevs av Louis Beethoven Prout 1925. Elphos cavimargo ingår i släktet Elphos och familjen mätare. Inga underarter finns listade i Catalogue of Life.